# Mokola-Virus
Das Mokola-Virus (Spezies Lyssavirus mokola, früher Mokola lyssavirus) gehört zu den Lyssaviren, deren bekanntester Vertreter der Erreger der Tollwut, das Rabies-Virus, ist.
Es gehört zu den genetisch am fernsten mit dem Tollwutvirus (Genotyp 1) verwandten Lyssaviren. Das Genom des Mokola-Virus besteht aus einzelsträngiger RNA negativer Polarität.

## Aufbau
Das RNA-Genom des Mokola-Virus codiert für fünf Proteine. Das Glycoprotein (G) ist ein Membranprotein und der Rezeptor des Virus und bewirkt die Fusion mit der Virusmembran mit der Zellmembran der Wirtszelle zur Freisetzung des Inneren des Virions. Das Matrixprotein umhüllt das Ribonukleoprotein, bestehend aus dem Nucleoprotein (N), der RNA-Polymerase zum Umschreiben der (-) RNA in (+) RNA und einem weiteren Cofaktor.

## Vorkommen
Das Virus wurde bisher nur im subsaharischen Afrika gefunden. Isoliert wurde es erstmals 1968 aus einer Spitzmaus in der Nähe von Ibadan, Nigeria. Das Wirtsspektrum ist bisher nicht bekannt. Das Mokola-Virus wurde dreimal aus Spitzmäusen und zweimal aus Menschen isoliert, in den Jahren 1969 und 1971. Jedoch könnten die Viren von Moskitos übertragen werden, da sie sich in vitro in Moskitozellen vermehren können. Dadurch unterscheiden sie sich auch von den anderen Vertretern der Lyssaviren, die sich nicht in Insektenzellen vermehren können, mit Ausnahme sehr entfernt verwandter Rhabdoviren wie Obodhiang-Virus (Spezies Ephemerovirus obodhiang) und Kotonkan-Virus (Spezies Ephemerovirus kotonkan). Auch die Vermehrung des Virus in lebenden Moskitos wurde festgestellt.

## Pathogenese
Beim Menschen wurden bisher nur zwei Fälle einer akuten Infektion durch das Mokola-Virus bekannt. Dabei handelte es sich um zwei nigerianische Kinder. Die Symptome waren dabei dieselben wie bei einer Tollwut-Infektion. So litten die Kinder zum Beispiel unter Lähmungen ihrer Extremitäten, außerdem stellte sich eine Enzephalitis ein. Beide verstarben wenige Tage, nachdem sie ins Koma gefallen waren. Aus ihrem Hirngewebe konnte man Mokola-Viren isolieren.
In Hunden, Katzen, Rindern, Schafen und Ziegen sowie Nagetieren aus Nigeria, Südafrika und Simbabwe konnten ebenfalls Mokola-Viren gefunden werden. Einige untersuchte Tiere hatten Antikörper gegen das Mokola-Virus gebildet. Es gibt bisher noch keinen Impfstoff und Tollwutimpfstoffe schützen nicht gegen das Mokola-Virus.